# Lech Gardocki

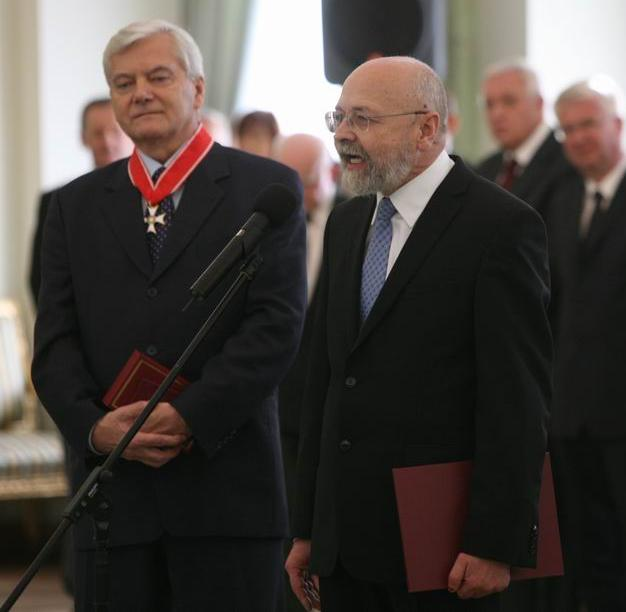
Lech Gardocki und Stanisław Dąbrowski bei der Übergabe des Vorsitzes am Obersten Polnischen Gericht

Lech Gardocki (* 13. April 1944 in Rydzew) ist ein polnischer Rechtswissenschaftler, Juraprofessor und von 1998 bis 2010 Präsident des Obersten Polnischen Gerichts (polnisch Sąd Najwyższy Rzeczypospolitej Polskiej).

## Leben
Lech Gardocki studierte von 1961 bis 1966 an der Universität Warschau Rechtswissenschaft. Er schloss sein Studium mit einem Magister ab und arbeitete anschließend als Assistent am Lehrstuhl für Strafrecht. 1969 bestand er die Richterprüfung, zwei Jahre später promovierte Gardocki mit Dienstverbrechen in der Gesetzgebung sozialistischer Staaten. Anschließend war er als Adjunkt (etwa Dozent/Juniorprofessor) an der Warschauer Universität. 1979 habilitierte er mit einer Arbeit über Fragen zur Haftbarkeit bei Verbrechen im Ausland. 1979 bis 1984 war er stellvertretender Direktor am Institut für Strafrecht der Universität Warschau. Anschließend war er Leiter des Lehrstuhls für vergleichendes Strafrecht. Dort wurde er 1991 zum außerordentlichen und 1992 zum ordentlichen Professor ernannt. 1996 wurde Gardocki Leiter des Lehrstuhls für Strafrecht. Am 4. Juli 1996 wurde er zum Richter für Strafrecht, am 17. Oktober 1998 erster Präsident des Obersten Polnischen Gerichtshofes. In dieser Funktion wurde er 1996 für eine zweite Amtszeit bestätigt. 2010 wurde er von Stanisław Dąbrowski abgelöst. Neben dieser Tätigkeit ist er auch Mitglied des internationalen Beratungskomitees für die Zeitschrift für die gesamte Strafrechtswissenschaft.

## Werke
- Zarys prawa karnego międzynarodowego (Abriss des internationalen Strafrechts), Warschau 1985, ISBN 83-01-06126-X
- Zagadnienia teorii kryminalizacji (Fragen der Kriminalisierungstheorie), Warschau 1990, ISBN 83-01-09922-4
- Prawo Karne (Strafrecht), Warschau 1994, ISBN 83-01-11542-4
- Naprawdę jesteśmy trzecią władzą, (Wir sind wirklich die dritte Autorität), Warschau 2008, ISBN 978-83-7483-899-3